# Abigail Lawrie
Abigail Lawrie, född 1 mars 1997 i Aberdeen, Skottland, är en brittisk skådespelare.
Abigail Lawrie har bland annat medverkat i TV-serierna Tin Star där hon spelade, Anna Worth, en av huvudrollerna och No Escape där hon spelade Lana, även det en av huvudrollerna.

## Filmografi (i urval)
- 2017–2020 – Tin Star (TV-serie)
- 2023 – No Escape (TV-serie)